# Caye Caulker
Caye Caulker är en ö i Belize. Den ligger i distriktet Belize, i den nordöstra delen av landet, 100 km nordost om huvudstaden Belmopan.

## Turism
När speedboats började användas på 1970-talet började turisterna strömma till ön. Hippies som följde den så kallade "Gringo Trail" som bestod av Isla Mujeres, Tulum, Caye Caulker, Tikal och Atitlan sjön i Guatemala tillbringade tid på ön bland annat på grund av den lättåtkommliga marijuanan. Ryktet om ön spreds snart. Numer kommer många dykfantaster till ön, för att uppleva det 124 meter djupa Great Blue Hole, då många dykturer utgår härifrån.